# Tomkinson River
Der Tomkinson River ist ein Fluss im Norden des australischen Northern Territory.

## Geografie
Der Fluss entspringt etwa neun Kilometer westlich der Aboriginessiedlung Bukuhkaduru im Norden des Arnhemlandes. Der stark mäandrierende Fluss fließt nach Nordwesten und mündet rund zehn Kilometer südlich der Aboriginessiedlung Maningrida in den Liverpool River.